# Timjan, tupp och tårta
Timjan, tupp och tårta är ett svenskt matlagningsprogram som hade premiär 2018 på SVT. Hösten 2019 sändes andra säsongen. Lisa Lemke har fungerat som programledare under båda säsongerna och vid sin sida har hon haft TV-kockarna Sandra Mastio och Zeina Mourtada.
Målet med programmet är att tittarna ska känna sig lite mer självsäkra i köket och laga mer mat i sina hem. Lisa Lemke säger att programmet är modern hemkunskap för vuxna. Programmet spelas in i Lisa Lemkes hem, en gammal prästgård vid foten av Skrea Backe utanför Falkenberg.